# Cathy Fischer
Pour l’article homonyme, voir Fischer.
 (avril 2018).
Si vous disposez d'ouvrages ou d'articles de référence ou si vous connaissez des sites web de qualité traitant du thème abordé ici, merci de compléter l'article en donnant les références utiles à sa vérifiabilité et en les liant à la section « Notes et références ».
Cathy Fischer, née le 31 janvier 1988 à Dachau est une animatrice de télévision, chroniqueuse et journaliste allemande

## Biographie
Catherine est née en 1988 à Dachau. Elle est la fille de Freddy et Marion Fischer.

## Carrière télévisuelle
Elle a étudié à l’Université technique de Dortmund. En mai 2013, elle a fait ses premiers pas dans le monde des médias en tant que chroniqueuse pour le magazine Closer. Lors de la Fashion Week de Berlin en juillet 2013, elle travaille en tant que journaliste pour l'émission de ProSieben Red!. De août 2013 à juillet 2014, elle présente le programme Sky Sports Cathy unterwegs.
En 2014, lors de la Coupe du monde de football au Brésil, elle dirige un journal vidéo pour Bild,. En mars 2015, elle participe aux côtés de la danseuse professionnelle Marius Iepure à l'occasion de la 8e saison de l'émission RTL Let's Dance. Le couple a reçu le moins de spectateurs après le premier tour et termine à la dernière place.

## Autres activités
Elle crée une collection de chaussures en 2018 ,.
Dans le numéro de juillet 2023, Cathy Fisher est le modèle de couverture du magazine de charme Playboy (photographié par Ana Dias).

## Vie privée
Catherine a une petite sœur prénommée Vanessa. Elle rencontre le footballeur allemand Mats Hummels en 2007, ils se marient en 2015. Ils ont un fils prénommé Ludwig, qui est venu au monde le 11 janvier 2018,,.
Le couple annonce officiellement leur divorce en décembre 2022 tout en restant sur de bons termes.

## Animation
- 2013-2014 : Sky Sport (de) : Animatrice de télévision
- Depuis mai 2013 : Closer : Chroniqueuse
- 2013 : Berlin Fashion Week sur la chaîne ProSieben : Journaliste-Reporter

## Émissions télévisées et participations
- 2015 :Let's Dance (8e saison) : Candidate

## Livres
- 2018 : Stark mit Yoga: Die besten Übungen für jede Lebenslage - Inkl. Spezial: Yoga in der Schwangerschaft[13]
- 2020 : Das Zuckerfrei-Kochbuch für Kinder